# セックス・コメディ

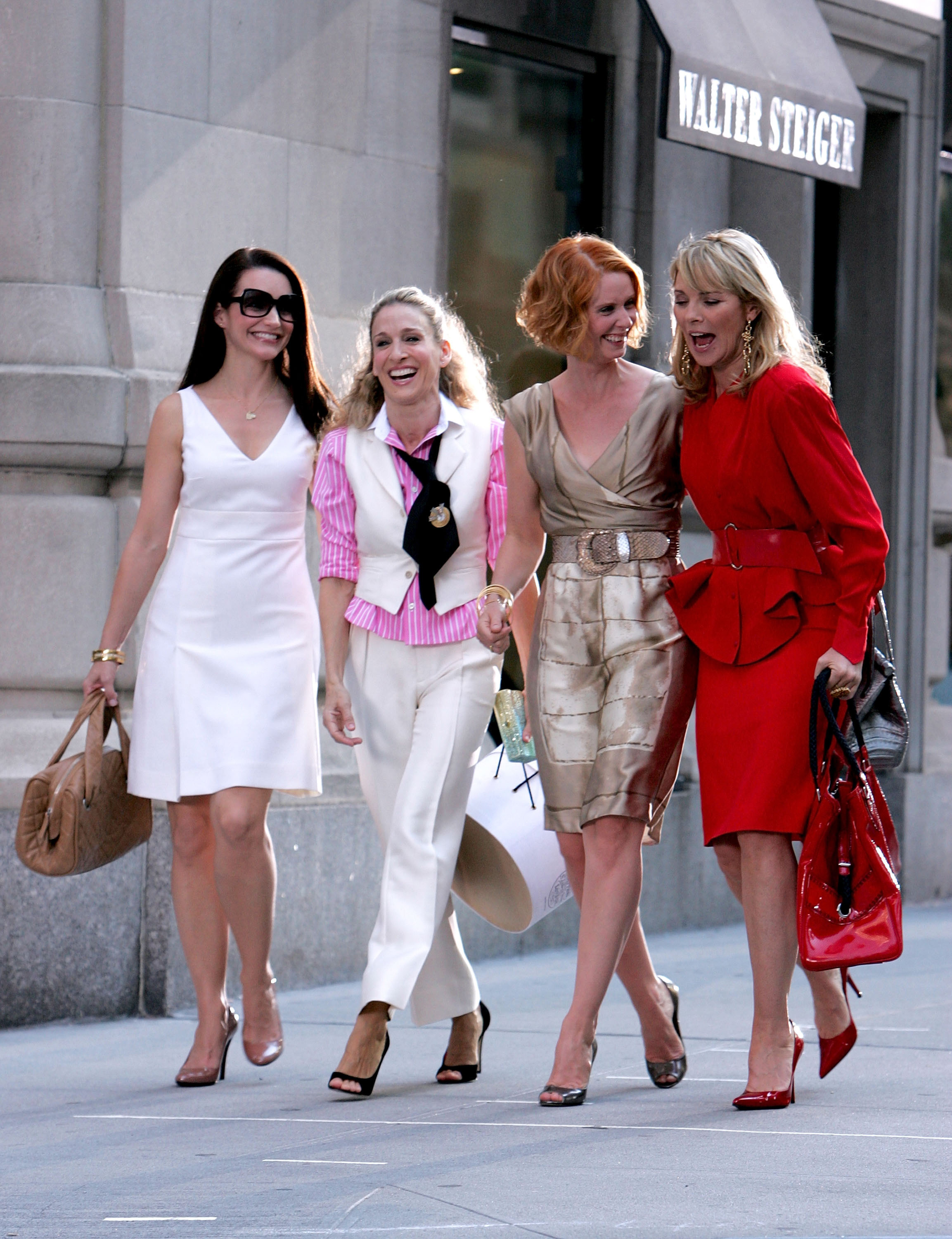
1998年から2004年まで放送されたアメリカのセックス・コメディ・ドラマ『セックス・アンド・ザ・シティ』の主役4人組

セックス・コメディ（Sex comedy）やエロティック・コメディ（erotic comedy）、あるいはより広義のセクシャル・コメディ（sexual comedy）とは、性的な状況や恋愛が動機となるコメディのジャンルである。

## 概要
「セックス・コメディ」は主に演劇や映画などの内容を指す言葉だが、オウィディウスやジェフリー・チョーサーなどの文学作品もセックス・コメディと見なされることがある。
17世紀イギリスの王政復古演劇ではセックス・コメディが人気を博し、流行した。
1953年から1965年にかけて、ハリウッドではドリス・デイやジャック・レモン、マリリン・モンローなどのスターが出演する、多くのセックス・コメディが公開された。
イギリスでは1970年代に『Carry On』シリーズを筆頭にセックス・コメディが相次いで公開された。
ハリウッドでは1978年に『アニマル・ハウス』が公開され、それに続いて1980年代前半に『ポーキーズ』や『独身SaYoNaRa! バチェラー・パーティ』『卒業白書』などのティーン向けセックス・コメディが次々と公開された。
その他、ブラジル（ポルノシンシャーダ；pornochanchada）、イタリア（コメディア・セクシー・アッリイタリアーナ；commedia sexy all'italiana）、メキシコ（セクシコメディアス；sexicomedias）など、セックス・コメディ映画の製作が盛んな国もある。

## 歴史

### 古代
古代ギリシアの演劇におけるジャンルのひとつのサテュロス劇には滑稽なセックスシーンが含まれていたが、おそらく最も有名な古代喜劇はアリストパネスの『女の平和』（BC411年）である。この作品では、主人公のリューシストラテーがギリシア全土の女性を説得し、セックスを控えることでペロポネソス戦争に抗議する。西洋のセクシャル・コメディの特徴である「少年と少女の出会い（boy-meets-girl）」のプロットは、アリストパネスとは異なり、社会風刺や政治風刺よりも中流階級の求愛や夫婦間のジレンマに焦点を当てたメナンドロス（BC343年 - 291年）まで辿ることができる。
彼の後継者であるローマの劇作家のプラウトゥスは、定期的に性的な状況に基づいてプロットを練り上げていた。そして、彼の描く喜劇はミュージカル『A Funny Thing Happened on the Way to the Forum』に影響をもたらした。プラウトゥスの喜劇の人気は、状況性喜劇の創造に大きな影響を与えた[6]。
彼の後継者であるローマの劇作家プラウトゥスは、その喜劇がミュージカル『フォーラムに行く途中であったおかしな出来事』に影響を与え、定期的に性的状況をプロットに基づいていた。プラウトゥスの喜劇の人気は、シチュエーション・セックス・コメディを作る上で大きな影響を及ぼした。

## 現代のセックス・コメディ

### フランス
フランスの青春映画には、『好奇心』のように、現代の「セックス・コメディ」というジャンルのテーマが多く含まれているものもある。

### イタリア
「commedia scollacciata」や「commedia erotica all'italiana」とも呼ばれる「commedia sexy all'italiana」(英訳だと「sex comedy Italian style」)は、イタリアのコメディア・アッリイタリアーナ（commedia all'italiana）という映画のジャンルにおけるサブジャンルの一つである。このジャンルでは、コメディア・アッリイタリアーナのメインジャンルの基本であった社会批判的な作品の重みは最小限にされ、代わりに豊富な女性のヌードとコメディの両方によって典型的に特徴付けられている。